# Normenausschuss Kunststoffe
Der Normenausschuss Kunststoffe (FNK) im Deutschen Institut für Normung  ist zuständig für die Erarbeitung von Normen zu Kunststofferzeugung und Kunststoffverarbeitung auf nationaler, europäischer und internationaler Ebene.

## Normgebiete
Das Aufgabengebiet umfasst die Erstellung von Normen auf dem Gebiet
- der Terminologie,
- der Spezifikationen,
- der Prüfverfahren
- und der Fügeverfahren

für die folgenden Bereiche:
- Kunststoffe und kunststoffrelevante Werkstoffe,
- Halbzeuge und Produkte (Thermoplast-Formmassen, Duroplast-Formmassen, thermoplastische Elastomere, Verbundwerkstoffe, faserverstärkte Werkstoffe, Rohre, Rohrleitungsteile, Bodenbeläge, Folien, Baubahnen, Tafeln und Profile)
- Bioabbaubarkeit,
- Verhalten gegenüber Umgebungseinflüssen
- und Recycling von Kunststoffen.

## Publikationen
DIN Taschenbuch  489 „Biobasierte und bioabbaubare Kunststoffe“